# 24/7 서비스

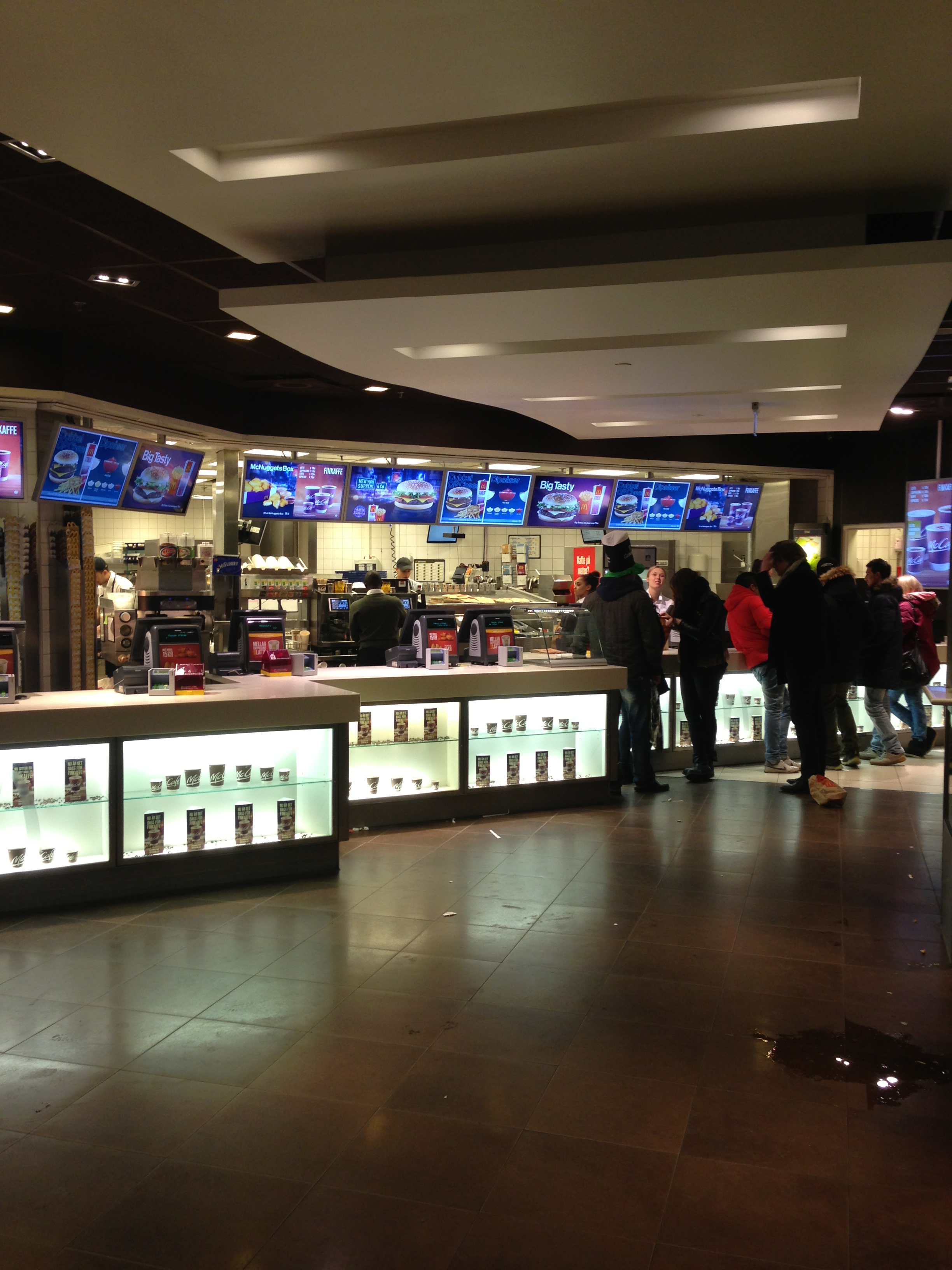
밤중의 맥도날드의 카운터 (2013년)

상업과 산업에서 24/7 또는 24-7 서비스는 언제든지, 보통은 매일 이용 가능한 서비스이다. 24×7로 표기하기도 한다. 이 표기는 "하루 24시간, 1주일 7일"을 의미한다. 당해의 일일 서비스 사용 가능을 분명히 하기 위해, 비록 쓰이는 빈도가 조금은 적긴 하지만 24/7/52(52주를 추가)와 24/7/365 서비스(365일을 추가)라는 표현도 사용된다. 한국어권에서는 한 해 내내 쉬지 않는다는 의미의 연중무휴(年中無休)라는 표기가 흔히 사용된다.
특히 영국 영어에서는 라운드 더 클럭 서비스(round-the-clock service)가 동의어로 사용되며 그 외에 논스톱 서비스(nonstop service)라는 표현도 사용되지만 후자의 경우 정지하지 않고 두 정거장 사이를 이동하는 공공 교통 서비스 등 다른 의미도 내포한다.

## 같이 보기
- 고가용성